# 帕林奈氏鱈
帕林奈氏鱈，為輻鰭魚綱鱈形目鼠尾鱈科的其中一種，分布於東太平洋巴拿馬、哥倫比亞、厄瓜多及秘魯海域，屬深海底棲性魚類，深度523-800公尺，體長可達23公分，棲息在底層水域，生活習性不明。